# Ochotona turuchanensis
Ochotona turuchanensis är en däggdjursart som beskrevs av Nikolai Alexsandrovich Naumov 1934. Ochotona turuchanensis ingår i släktet Ochotona och familjen pipharar (Ochotonidae). IUCN kategoriserar arten globalt som livskraftig. Inga underarter finns listade i Catalogue of Life.
Denna piphare förekommer med flera från varandra skilda populationer i östra Ryssland. Arten lever i klippiga områden. Individerna är aktiva på dagen och äter växtdelar. Honor föder mellan juni och augusti 3 till 4 ungar. Ungarna blir cirka efter en månad självständiga. Ochotona turuchanensis är 16 till 19 cm lång.
Arten når en kroppslängd (huvud och bål) av 16 till 22 cm, en vikt av 113 till 171 g och saknar svans. Öronen är 1,6 till 2,4 cm stora och bakfötter är 2,5 till 3,0 cm långa. På ovansidan och undersidan förekommer rödbrun till ockra päls som är ljusare under vintern. Typiskt är en mörk längsgående strimma på ryggens topp. En region kring en körtel på bakre halsen har en kastanjebrun färg. Från arten registrerades några helt svarta exemplar. Öronen kännetecknas av vita kanter. Djuret liknar Ochotona hyperborea. Arterna skiljer sig bara i kraniets detaljer.
Arten vistas främst i stenhögar. Ochotona turuchanensis lagrar hö (torra blad, örter, lav) som förråd och dessutom äts gröna växtdelar, lav samt svampar. Varje exemplar skapar mellan juli och vintern cirka 20 gömställen med hö varav varje väger cirka 100 g. Ofta täcks förrådet med en platt sten.
Antagligen sker parningen under maj eller tidigare när snön finns kvar. Mellan mitten av juni till mitten av augusti föds en kull med 2 till 5 ungar. Tidig födda ungar syns från och med mitten av juli utanför boet.
Ochotona turuchanensis har varningsläten och ett slags sång för att visa anspråket på reviret. Reviret markeras dessutom med avföring och ofta lämnas en krans av rödaktig lav på samma plats. Individernas territorium är 2300 till 3500 m² stort. En viss överlappning mellan hannar och honor förekommer.